# Institut supérieur d’électronique de Paris
Die Institut supérieur d’électronique de Paris (ISEP) ist eine französische Ingenieurhochschule, die 1955 gegründet wurde.
Die Hochschule bildet Ingenieure in folgenden Bereichen aus: Informatik und Cybersicherheit, Elektronik und Robotik, Telekommunikation und Internet der Dinge, Bildgebung und Gesundheit, Künstliche Intelligenz.
Die ISEP ist eine staatlich anerkannte private Hochschule von allgemeinem Interesse mit Sitz in Paris und in Issy-les-Moulineaux. Die Schule ist Mitglied der Conférence des grandes écoles (CGE).

## Berühmte Absolventen
- Muriel Tramis, eine französische Informatikingenieurin und Videospielentwicklerin